# Mabudis Island
Mabudis Island ist eine Insel in der Provinz Batanes auf den Philippinen. Sie gehört zu den Batan-Inseln und liegt etwa 300 km vor der Nordküste der Insel Luzon, in der Luzonstraße. Die Insel hat eine Fläche von circa 1,1 km² und gehört zum Baranggay Santa Maria (Marapuy) der Stadtgemeinde Itbayat.
Mabudis Island ist unbewohnt und hat eine keilförmige Form mit einer Länge von etwa 2,1 km und einer Breite von rund 0,8 km in Nordwestausrichtung. Sie ist ein inzwischen erloschener Vulkan, der sich etwa 230 Meter über den Meeresspiegel erhebt. Die Küstenlinie der Insel wird durch einen Wechsel von steilen Felskliffen und weißen Sandstränden gebildet. Der Pflanzenwuchs der Insel besteht aus dichter tropischer Vegetation und wird von Palmendieben, Ameisen und Vögeln besiedelt. Im Nordwesten der Insel sind größere Korallenriffe vorgelagert.
Südlich liegt Siayan Island in ca. 4 km, Itbayat Island in 8 km (Nordküste), südöstlich liegt Diogo Island in circa 36 km und Batan Island in circa 79 km Entfernung von der Insel. Die nördlichste Insel der Philippinen Y'Ami Island liegt in 30 km Entfernung.